# 李遠鵬
李遠鵬（1952年—），新竹市人，臺灣化學家，是前中央研究院院長李遠哲的小弟。2008年當選中央研究院院士（數理科學組）。
於美國柏克萊加州大學取得博士學位之後隨即返回臺灣的家鄉（新竹）奉獻服務。曾任教於國立清華大學，目前任教於國立交通大學與中央研究院原子與分子科學研究所合聘研究員。

## 生平
1973年获得國立臺灣大學化學系學士，1979年获得加州大學柏克萊分校化學博士。1979年至1981年担任美國國家海洋暨大氣總署環境研究所研究員，1981年至1985年担任國立清華大學化學系副教授、1985年至2004年担任正教授、1991年至2003年担任貴重儀器中心主任。1997年担任日本東京大學講座教授（三菱重工業「先端能量工程」寄付講座教員）。2004年至2007年担任國立交通大學分子科學研究所所長、2005年至2008年担任理學院院長。

## 研究領域
主要以各種方法研究與大氣化學或燃燒化學有關之自由基的光譜學、反應機構、反應速率及動力學。
因為自由基具未配對之電子，活性大，傳統的方法不易研究；故利用(1)氣流管的方法，不斷製造自由基，使之達到穩定狀態，(2)間質隔離的方法，將自由基與鈍氣混合後，凝固於4 - 10K之樣品靶上，或(3)超音射束法，使之成為極低溫但無碰撞的氣態，以利研究。
一般可利用雷射光解或微波分解，或快速的自由基反應甚或衝擊波法來產生特殊的自由基。
偵測的方法，目前利用到的有：(1)雷射誘發螢光或化學放光，(2)(同步輻射)真空紫外光吸收或游離，(3)紅外光之放射或吸收（配合傳統或時間解析的FTIR），(4)非線性雷射光譜，如：四波混頻及雙色共振四波混頻。將來擬開始發展飛秒超快雷射以應用於研究奈米材料及生化系統之快速反應及能量轉移。

## 學術榮譽
- 發展中世界科學院院士（2011）
- 第一屆及第四屆教育部國家講座（1997-2000，2000-2003）（得兩次後，已為終身榮譽）
- 美國物理學會會士 （1999）, Citation: "For developing and applying novel spectroscopic techniques for characterizing radical species, particular their kinetics and unstable structure".
- 中國化學會化學學術獎章（1996）
- 傑出人才講座（傑出人才基金會）（兩次）（1995-2000，2003-2008）
- 國科會特約研究人員獎助（兩次,每次三年）（1995-2001）；傑出特約研究人員獎（2002）
- 國科會傑出研究獎（四次，每次兩年）（1987-1995）
- 第十六屆吳三連文藝獎（1993）
- 教育部理科學術獎（1990）
- 中山學術著作獎（1988）
- 國立清華大學傑出優良教師（1986，2000）
- 擔任多項主要國際會議委員（International Symposium on Free Radicals, 2003－；Matrix Isolation Symposium, 2003-2011；Asian Photochemistry Association, 2005-2007；Asian Spectroscopy Conference, 2007-2011；OSU International Symposium on Molecular Spectroscopy, 1995-1998, 2008-2011）以及韓國KAIST化學系諮議委員
- 總統科學獎「數理科學組」（2019）

## 家庭
李遠鵬是李家一門三傑「兄弟」的小弟，李遠哲是二哥；李遠川為大哥。

## 外部連結
- 李遠鵬院士基本資料[永久]
- 李遠鵬實驗室官網 （页面存档备份，存于）
- 國立交通大學應用化學系李遠鵬榮譽講座教授